# ChemCats Chemnitz
Der Begriff ChemCats wurde Anfang der 1990er Jahre als Markenzeichen des Chemnitzer Damenbasketballteams der BG Chemnitz, entstanden aus ITVK und Ascota Chemnitz, kreiert. Die Damenmannschaft der BG Chemnitz begann 1991 einen steilen Aufstieg aus der Oberliga über Regionalliga und 2. Damen-Basketball-Bundesliga bis in die 1. Damen-Basketball-Bundesliga.
Die Teamfarben sind rot und schwarz. Die Heimtrikots waren traditionell weiß/rot, auswärts rot/weiß. Nach dem Einstieg von Hauptsponsor Bonnfinanz Chemnitz sind die Farben weiß/blau bei Heimspielen und blau/weiß bei Auswärtsspielen. Inzwischen ist der Hauptsponsor die Firma CAC (Chemieanlagenbau Chemnitz). Die Trikotfarben sind nicht mehr blau/weiß. Seit der Saison 2020/2021 laufen die ChemCats in neuen Trikots auf, die Heimtrikots sind fliederfarben, die Auswärtstrikots sind schwarz.

## Geschichte
Die ChemCats wählten im Mai 2002 den Weg in die Eigenständigkeit, als Ex-Verein BV TU Chemnitz 99 für die Damen nach dem Erstligaverzicht 2000 einen weiteren Rückzug in die 3. Liga vorsah. Einige Helfer wollten damals mit der Mannschaft gemeinsam die Bundesliga für Chemnitz erhalten. Sie fanden mit dem Chemnitzer Basketgirls eine neue Heimat und belegten in ihrer ersten Saison 02/03 einen sensationellen 8. Platz in der 2. Damen-Basketball-Bundesliga (DBBL) Gruppe Süd. Nach dem Wegfall sämtlicher Sponsoren, die bei der BV verblieben, war es vor allem der Unterstützung der Rechtsanwälte „Leichthammer, Scheckel und Breil“ im ersten Jahr zu verdanken, dass es die ChemCats heute noch gibt. Für die Saison 03/04 setzte man sich Platz 4 bis 6 als hohes Ziel. In den Aufstiegsspielen im Frühjahr 2004 war das Erreichen des Halbfinales ein großer Erfolg. Mit einem Altersschnitt von 18,2 Jahren waren die „Cats“ die jüngste Mannschaft im Damen-Bundesliga-Basketball. 2005 folgte eine einjährige Umgliederung in die Nordstaffel der zweiten Liga. Das Halbfinale war auch im Jahr 2005 Endstation, als man Aufsteiger BC Wolfenbüttel unterlag. Der Verein hat u. a. die Jugendnationalspielerinnen Romy Bär, Jana Heinrich, Franziska Frank, Kristin Kretzschmar, Mandy Hänel und Aline Hirsch sowie A-Nationalspielerin Petra Gläser hervorgebracht. Nach der Rückkehr in die Südstaffel wurde der Kampf um den Aufstieg als Ziel formuliert. Dieses Ziel wurde in der Saison 2005/06 erreicht, als die ChemCats in der kompletten Saison und den anschließenden Playoffs ohne Niederlage blieben und Meister der 2. DBBL Süd werden konnten.
Ende 2008 kam der Verein aufgrund einer Etat-Lücke von ca. 45.000 Euro in eine bedrohliche finanzielle Situation, konnte aber einen neuen Sponsor finden und weiter Erstliga-Basketball betreiben. Die Saison 2008/09 beendete man als Vorletzter und ist damit sportlich abgestiegen. Nur eine Woche später aber konnte sich das Team beim TOP4, der Pokalendrunde, ins Finale vorspielen und wurde Vizepokalsieger.
Ab der Saison 2019/20 möchte man mit einem grunderneuerten Team mit nur deutschen Spielerinnen an den Start gehen, um so den Nachwuchs zu fördern, weshalb man sich zu einem freiwilligen Rückzug in die zweite Liga entschieden hat.

### Trainer und Spielerinnen
Trainer
- Andreas Kretzschmar, 1991–1998
- Marian Thede, 1998
- Rob deVries, 1998–1999
- Alois Brabec, 1999–2000
- Jens Grube, 2000–2001
- Maik Müller, 2001–2002

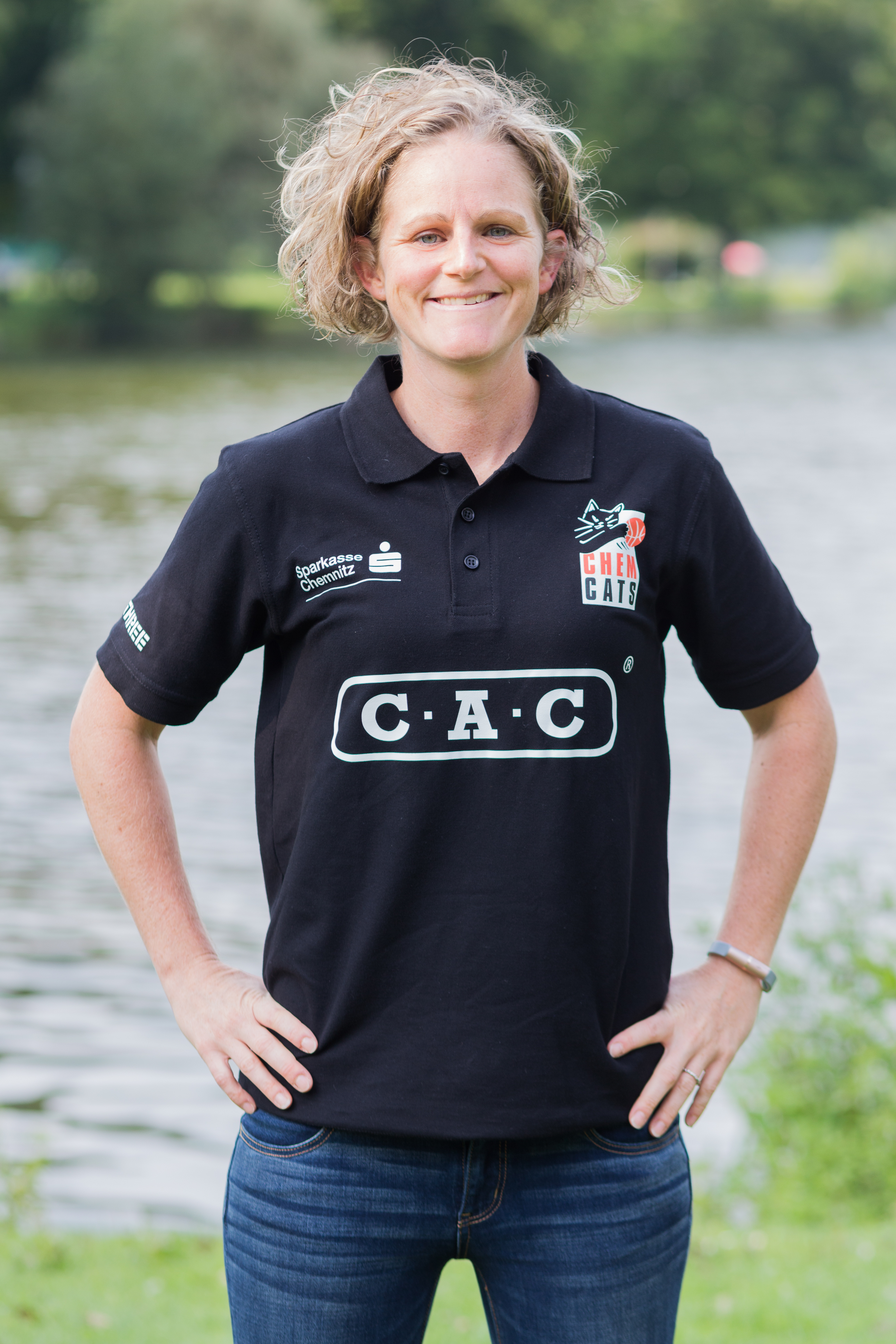
Amanda Davidson (Trainerin, von 2015 bis 2019)

- Thomas Goldmann, Andreas Kretzschmar 2002–2003

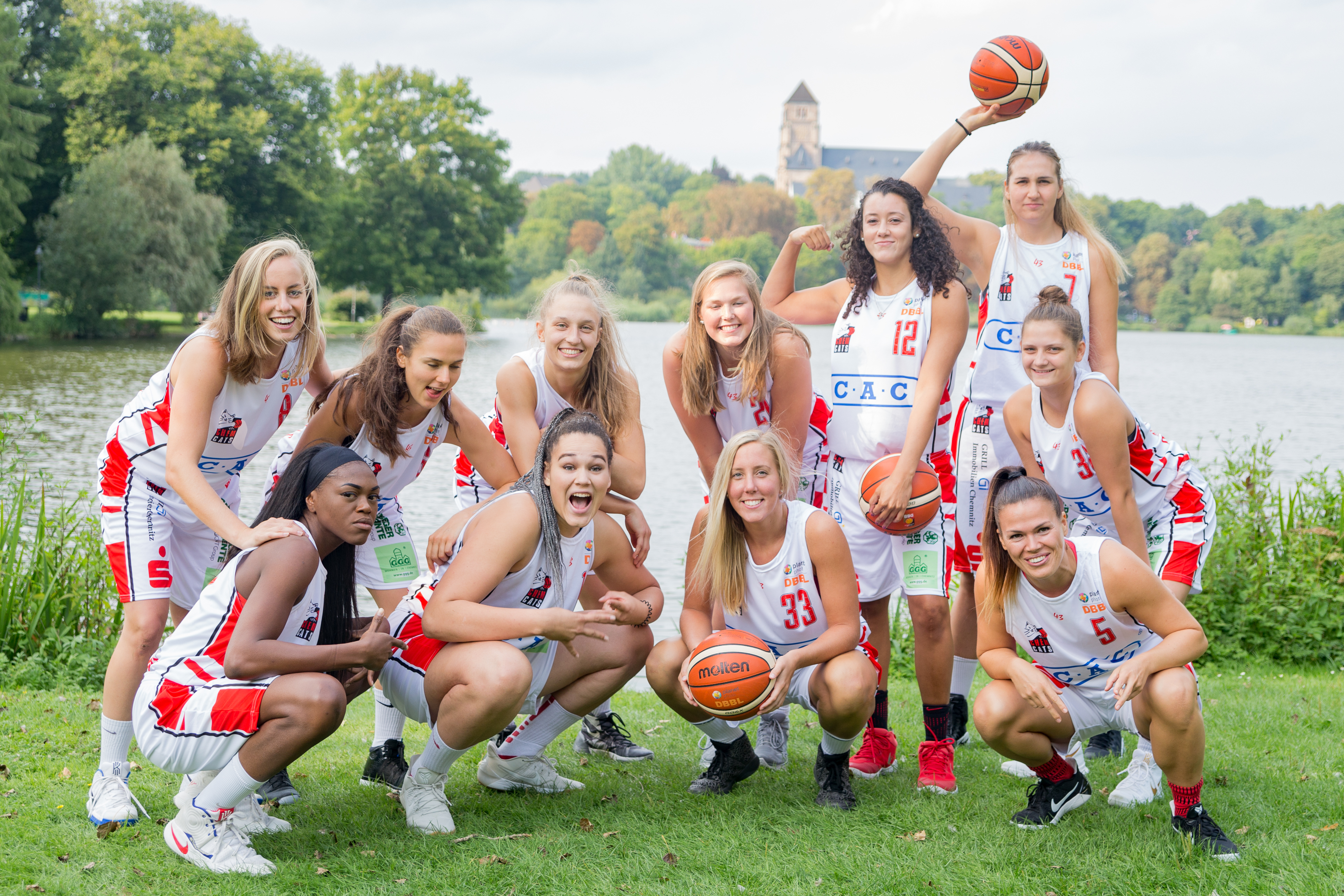
Mannschaft der Saison 2017/2018 mit Weiß-Roten Trikots

- Justin VanOrman, 2003–2004
- Raoul Scheidhauer, 2004–2011
- Toni Dirlic, 2011 (interim)
- Predrag Lukic 2011–2012
- Peter Kortmann 2012–2013
- Roland Senger 2013–2014
- Toni Dirlic, 2014 (interim)
- Vladimir Ivankovic 2014–2015
- Toni Dirlic, 2015 (interim)
- Amanda Davidson 2015–2019
- Thomas Seltner 2019–2024
- Mika Scheidemann seit 2024

Auswahl ehemaliger Spielerinnen
- Birgit Eggert
- Svetlana Martynova
- Sandra Carroll
- Anja Sredl
- Anett Sredl
- Petra Gläser
- Kerstin Haberland
- Anja Quaschny
- Viola Kollten
- Janet Kempe
- Elena Hennig
- Katja Hollasky
- Ines Herschel
- Mandy Hänel
- Franziska Frank
- Kateryna Polishchuk
- Ingrida Jonkute
- Jana Heinrich
- Romy Bär
- Aline Hirsch

## Erfolge/Ergebnisse
- 1991 Landesliga: Aufstieg in die Oberliga
- 1992 Oberliga Sachsen: Aufstieg in die Regionalliga
- 1993 Regionalliga Südost: Aufstieg in die 2. Bundesliga
- 1994 2. Bundesliga Süd: 6. Platz
- 1995 2. Bundesliga Süd: 2. Platz
- 1996 2. Bundesliga Süd: 3. Platz, Aufstieg in die 1. Bundesliga
- 1997 1. Bundesliga: 8. Platz
- 1998 1. Bundesliga: 4. Platz, Vorrunde Europacup (Ronchetti-Cup) gegen Póvoa de Varzim
- 1999 1. Bundesliga: 6. Platz, Halbfinale DBB-Pokal
- 2000 1. Bundesliga: 3. Platz, Rückzug in die 2. Bundesliga
- 2001 2. Bundesliga Süd: 6. Platz
- 2002 2. Bundesliga Süd: 1. Platz nach der Hauptrunde, 2. Platz nach der Aufstiegsrunde
- 2003 2. Bundesliga Süd: 8. Platz (Play-off Viertelfinale)
- 2004 2. Bundesliga Süd: 4. Platz (Play-offs Halbfinale)
- 2005 2. Bundesliga Nord: 4. Platz (Play-offs Halbfinale)
- 2006 2. Bundesliga Süd: 1. Platz, Aufstieg in die 1. Bundesliga, 28× ungeschlagen, Viertelfinale DBB-Pokal
- 2006/07 1. Bundesliga (DBBL): Viertelfinale DBB-Pokal
- 2008/09 1. Bundesliga (DBBL): 12. Platz, Abstieg in die 2. Bundesliga Nord, 2. Platz DBB-Pokal
- 2009/10 2. Bundesliga Nord: Aufstieg in die 1. Bundesliga, 3. Runde DBB-Pokal
- 2010/11 1. Bundesliga (DBBL): 10. Platz, Viertelfinale DBB-Pokal
- 2011/12 1. Bundesliga (DBBL): 11. Platz, Abstieg in die 2. Bundesliga, Viertelfinale DBB-Pokal
- 2012/13 2. Bundesliga Nord: 1. Platz, Aufstieg in die 1. Bundesliga
- 2013/14 1. Bundesliga (DBBL): Playoff Halbfinale, 4. Platz
- 2014/2015 Bundesliga (DBBL): 10. Platz, Viertelfinale DBB-Pokal
- 2015/2016 Bundesliga (DBBL): 10. Platz, Viertelfinale DBB-Pokal
- 2016/2017 Bundesliga (DBBL): 8. Platz (Play-off-Viertelfinale),
- 2017/18 1.Bundesliga (DBBL): Halbfinale DBB-Pokal, 8.Platz
- 2018/19 1. Bundesliga (DBBL): 10 Platz, Klassenerhalt (freiwilliger Rückzug in die 2. DBBL)
- 2019/20 2. Bundesliga Nord (2. DBBL): 10 Platz, (eigentlicher Abstiegsrang), jedoch durch die geringe Teilnehmerzahl weiterhin Mitglied der 2. DBBL[4]